# هاوامال

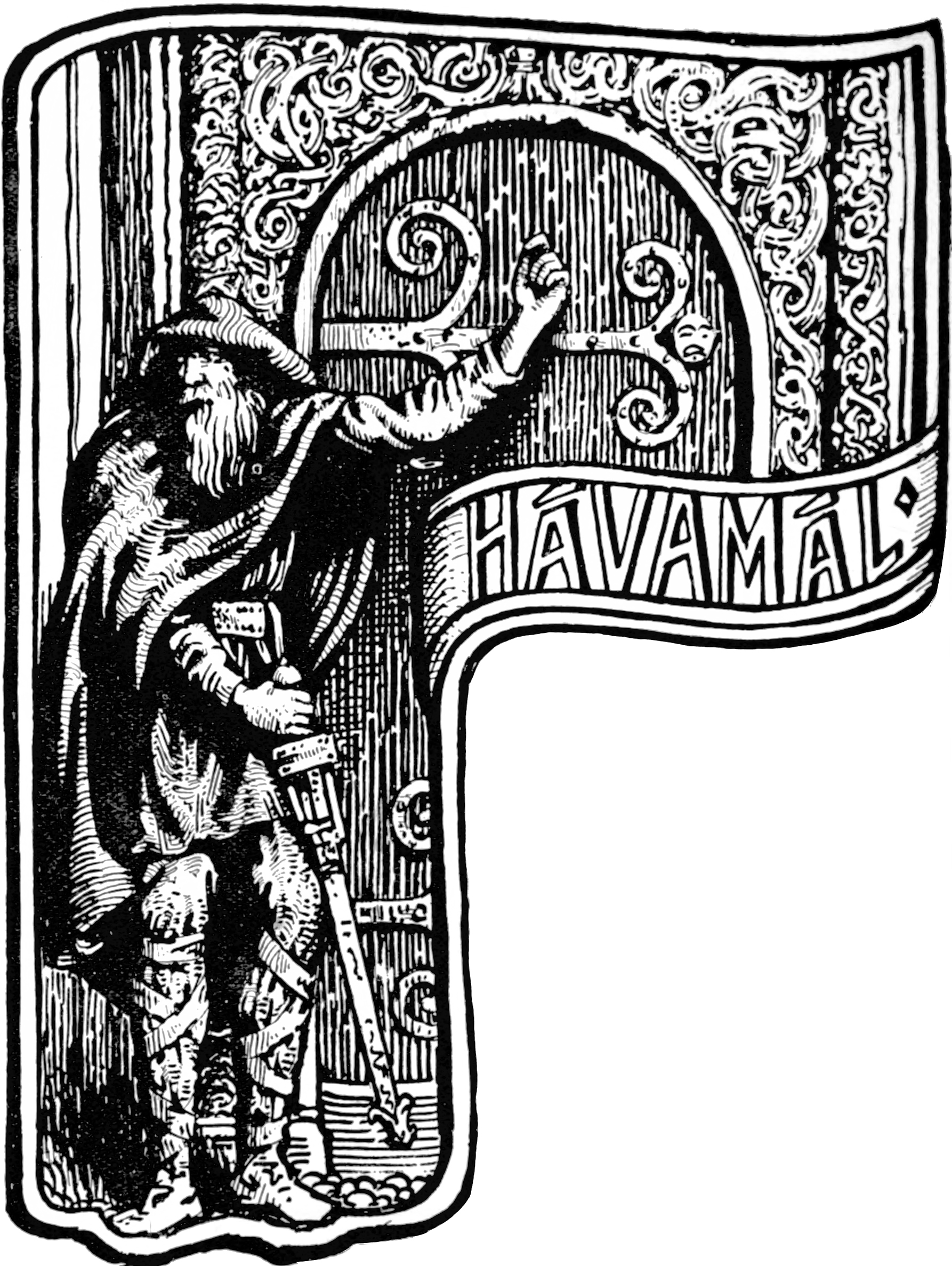
«غریبه‌ای پشت درب» (۱۹۰۸)، اثر دبیلیو. جی. کالینگ‌وود

هاوامال (به زبان نروژی باستان: Hávamál) به معنی سرود عالی‌جناب، به عنوان یک شعر منفرد در کودکس رژیوس، مجموعه‌ای از اشعار اسکاندیناوی کهن از عصر وایکینگ‌ها ارائه شده است. این شعر اثری پیچیده است که از چندین رشته مسمط منفرد تشکیل شده و در گذشته‌ای دور و زمانی نامشخص زیر عنوان واحدی گردآوری شده است.
برخی بر این باورند که این اثر مجموعه‌ای تصادفی از اشعار باستانی است که خود اودین، یا عالی‌جناب شخصاً آن‌ها را به هم پیوسته است یا تألیف عالمانه‌ای می‌دانند که احتمالاً متعلق به قرن دوازدهم است. بیشتر قسمت‌ها از واج‌آرایی وزن شعر تشکیل شده‌اند و وزن شعر با شعر حکمت مرتبط است، و محتوای هاوامال هم عمل‌گرا و متافیزیکی است. هاوامال حاوی مطالبی بسیار دیرینه است و احتمالاً به عصر وایکینگ‌ها مربوط می‌شود.
این اثر بازگو کننده مطالبی دربارهٔ تصویر دنیا از دید وایکینگ‌ها است. بیشتر این اشعار به شکل ضرب‌المثل هستند و شرحی از چگونگی تصاحب خط رونی توسط اودین، لیستی از اشعار سحر و جادو و افسون و همچنین رهنمودهایی سودمند دربارهٔ نحوه گذران زندگی روزمره در اختیار خواننده می‌گذارند.